# Toxorhina staplesi
Toxorhina staplesi là một loài ruồi trong họ Limoniidae. Chúng phân bố ở miền Australasia.